# Nery Bareiro
Nery Bareiro (Asunción, Paraguay; 3 de marzo de 1988) es un futbolista paraguayo. Juega como defensa central y actualmente se encuentra en el Encarnación de la Segunda División de Paraguay. 
Bareiro jugó por la selección paraguaya sub-20 en el Campeonato Sudamericano Sub-20 de 2007 en su país natal, como capitán de la misma.

## Trayectoria
Se formó en las divisiones inferiores del Libertad en Paraguay, luego pasó a Sportivo Luqueño y posteriormente fue fichado por Tacuary en el 2008 tuvo una gran campaña a lo largo de 3 años de permanencia en el equipo y volvió a Libertad en 2012.
Para el 2020 ficha por Binacional para la Copa Libertadores.

## Clubes
| Club                 | País     | Año         |
| -------------------- | -------- | ----------- |
| Libertad             | Paraguay | 2007        |
| Sportivo Luqueño     | Paraguay | 2007        |
| Tacuary              | Paraguay | 2008 - 2011 |
| Libertad             | Paraguay | 2012        |
| Deportivo Cali       | Colombia | 2013        |
| OFI Creta            | Grecia   | 2014        |
| Atlético Junior      | Colombia | 2014 - 2015 |
| Coritiba             | Brasil   | 2016        |
| Club Guaraní         | Paraguay | 2017        |
| Chapecoense          | Brasil   | 2018 - 2019 |
| San Lorenzo          | Paraguay | 2019        |
| Deportivo Binacional | Perú     | 2020        |
| Juventude            | Brasil   | 2020        |
| Confiança            | Brasil   | 2021-       |
| San Lorenzo          | Paraguay | 2023        |
| Encarnación          | Paraguay | 2024        |

## Palmarés

### Torneos nacionales
| Torneo           | Club     | País     | Año  |
| ---------------- | -------- | -------- | ---- |
| Primera División | Libertad | Paraguay | 2007 |
| Copa Colombia    | Junior   | Colombia | 2015 |